# Huperzia acutifolia
Huperzia acutifolia là một loài thực vật có mạch trong Họ Thạch tùng. Loài này được (Desv.) Holub mô tả khoa học đầu tiên năm 1991.